# Strefa przemysłowa Cippori
Strefa przemysłowa Cippori (ang. Industrial Park Tzippori) – okręg przemysłowy znajdujący się w obszarze Doliny Bikat Turan w Dolnej Galilei na północy Izraela.

## Położenie
Strefa przemysłowa Cippori jest zlokalizowana w zachodniej skraju Doliny Bikat Turan w Dolnej Galilei, na północy Izraela. W jej otoczeniu znajdują się miejscowości Kefar Kanna, Maszhad i Turan, kibuc Bet Rimmon, wioska komunalna Hosza’aja, oraz arabska wioska Rummat al-Hajb. Na zachodzie jest baza wojskowa Szimszon.

## Historia
Strefa przemysłowa Cippori powstała w 1991 roku. Celem jej utworzenia była aktywizacja zawodowa arabskich mieszkańców okolicznych miejscowości i wiosek w Dolnej Galilei. Strefę utworzono z inicjatywy pobliskiego miasta Nacerat Illit (obecnie Nof ha-Galil), przy wsparciu Ministerstwa Przemysłu i Handlu w ramach projektu wsparcia rozwoju gospodarczego Galilei. Wybrana lokalizacja zapewnia dostęp do głównych dróg oraz dużych ośrodków miejskich, które zapewniają siłę roboczą. Nazwę strefy zaczerpnięto od pobliskiego moszawu Cippori i Parku Narodowego Cipori. Strefa należy do Nof ha-Galil, które pomimo oddalenia, pobiera podatki od firm prowadzących tutaj działalność gospodarczą.

## Charakterystyka
Obecnie strefa zajmuje powierzchnię niecałych 1000 ha, na których działalność prowadzi ponad 50 różnych spółek zatrudniających wielu pracowników. Największą tutejszą firmą jest zakład Phoenicia Flat Glass Industries Ltd., który produkuje różnorodne odmiany szkła i luster, specjalizując się w bezpiecznych szybach dla przemysłu motoryzacyjnego i zbrojeniowego. W jego sąsiedztwie znajduje się zakład Chromagen, produkujący kolektory słoneczne.
Firma Hatehof Ltd. produkuje pojazdy opancerzone dla wojska, policji i firm ochrony. Obecnie produkowane są pojazdy opancerzone Wilk, pojazdy do tłumienia rozruchów RCV, opancerzone pojazdy dowodzenia, oraz ciężarówki i platformy o nośności do 90 ton. Firma dostarcza pojazdy dla państw NATO, sił ONZ oraz licznych armii.
Firma Magam Safety Ltd. produkuje różnorodne wyroby gumowe, specjalizując się w zestawach ratunkowych dla potrzeb wojska (m.in. pontony ratunkowe dla pilotów lotnictwa). PCB Technologies Ltd. realizuje kompleksowe zamówienia produkcji elektronicznej. Firma Uniflex produkuje wzmocnione węże PCV. Kardosh Nazareth wytwarza wyroby metalowe dla przemysłu motoryzacyjnego. Spółka Ham-Let produkuje części oraz urządzenia przeznaczone do pracy przy wysokich ciśnieniach. Firma Palraz jest wiodącym producentem drzwi przeciwpożarowych, okien odpornych na wybuchy, drzwi i okien antywłamaniowych, oraz tym podobnych produktów bezpieczeństwa.

## Transport
Ze strefy wyjeżdża się na północ na drogę nr 77.